# Sven Sandwall
Sven Isak Sandwall, född 23 maj 1869 i Borås, död 21 november 1947, var en svensk fabriksidkare och kommunalpolitiker. Han var son till Alfred Sandwall, gift (1932) med Therese Sandwall och far till Anders Sandwall. 
Efter studentexamen i Skara 1888 anställdes Sandwall vid Sandwalls ångbryggeri i Borås samma år, var elev vid Alfred Jørgensens jäsningsfysiologiska laboratorium i Köpenhamn 1890, blev delägare i Sandwalls ångbryggeri 1916, var ensam ägare från 1931 och blev verkställande direktör vid rörelsens ombildning till aktiebolag 1944.
Sandwall tillhörde stadsfullmäktige i Borås från 1909, var ordförande från 1919, ledamot av drätselkammaren 1905–10 och vice ordförande 1908–10. Han var ordförande i rådhusbyggnadskommittén 1907–10, ledamot av Borås brandstyrelse från 1898 (ordförande 1924–30), av Älvsborgs läns landsting 1916–30 samt 1935–38 och av lasarettsdirektionen i Borås 1916–25. Han var styrelseledamot i Göteborg-Borås och Borås-Alvesta Järnväg 1926–40, sakkunnig i frågor rörande försäljning och beskattning av maltdrycker 1914 och 1922–23 samt ledamot av Svenska bryggeriföreningens styrelse från 1923 (vice ordförande 1929, hedersledamot från 1935).